# René Wolff
René Wolff, född den 4 april 1978 i Erfurt, Tyskland, är en tysk tävlingscyklist som tog brons i sprintcykling vid olympiska sommarspelen 2004 i Aten. I lagtävlingen blev det guld 2004 i Aten. 